# 이카스트브라네시

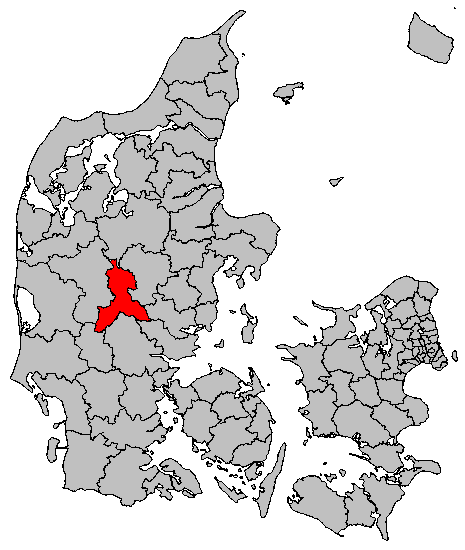
이카스트브라네 시의 위치

이카스트브라네시(덴마크어: Ikast-Brande Kommune)는 덴마크 중앙윌란 지역에 위치한 지방 자치체로 행정 중심지는 이카스트이며 면적은 733.69km2, 인구는 40,620명(2014년 4월 1일 기준)이다. 윌란반도 중부에 위치한다.